# Bronisław Hyżorek
Bronisław Hyżorek (ur. 12 września 1942 w Cielczy) – polski dyrygent i pedagog muzyczny.

## Życiorys
Dzieciństwo spędził w Cielczy. Był najmłodszym z siedmiorga rodzeństwa. Rodzice Marianna zd. Spychaj zajmowała się domem, a ojciec Józef pracował na kolei. Już od najmłodszych lat interesował się muzyką. Jego pierwszym instrumentem były skrzypce, na których uczył się grać od 10 roku życia. 
W 1949r. rozpoczął naukę w Szkole Podstawowej w Cielczy, którą ukończył w 1956r. Następnie kontynuował naukę w Liceum Ogólnokształcącym im. Tadeusza Kościuszki w [Jarocin]ie. Egzamin dojrzałości zdał w 1960r. Po maturze rozpoczął naukę w Studium Nauczycielskim w Poznaniu na kierunku muzyka i śpiew. W 1969 roku ukończył studia na Wyższej Szkole Muzycznej w Poznaniu na wydziale: Wychowanie Muzyczne. Ukończył klasę dyrygentury chóralnej u profesora Stefana Stuligrosza.
W 1963r. rozpoczął pracę w Szkole Podstawowej w Nowym Mieście nad Wartą jako nauczyciel śpiewu, gdzie pracuje do dziś. W 2013r. obchodził 50-lecie pracy zawodowej. W roku rozpoczęcia pracy założył chór szkolny „ Bel Canto”. Prowadzenie chóru szkolnego i różnego typu zespołów muzycznych zarówno wokalnych jak instrumentalnych towarzyszyło nauczycielskiej pracy od początku. Jego chór zdobywał liczne laury w konkursach. Także zespół wokalny zdobywał liczne nagrody. 
Bronisław Hyżorek jako nauczyciel i pedagog muzyczny oprócz pracy dydaktyczno-wychowawczej szczególną troską otaczał uczniów zdolnych, przygotowując ich do występów muzycznych, wokalnych, instrumentalnych. Wielu z nich było laureatami licznych powiatowych, regionalnych a także ogólnopolskich konkursów. Na swoim koncie ma nie tylko polskie debiuty ale i europejskie (Holandia, Niemcy, Francja). Wykształcił wiele pokoleń. Przez całe życie jego pasją były chóry, do dzisiaj prowadzi znany w Polsce chór mieszany Domino Cantemus z Nowego Miasta nad Wartą. W 2010 roku wraz z chórem brał udział w wystawieniu Halki Moniuszki. 
Mąż Aleksandry Hyżorek; ma dwoje dzieci Annę i Piotra.

## Odznaczenia i nagrody
- 1993,1994,2000 - Brązowy Kamerton za trzecie miejsce w Ogólnopolskim Konkursie Chórów A’Capella  Dzieci i Młodzieży w Bydgoszczy
- 1999 - Srebrny Kamerton za drugie miejsce w Ogólnopolskim Konkursie Chórów A’Capella  Dzieci i Młodzieży w Bydgoszczy
- 2003- I miejsce na V Międzynarodowym Festiwalu Jednoczącej się Europy w Łagowie
- 2013- Kawaler Orderu Odrodzenia Polski[2].
- 2013- Honorowy Przyjaciel Harcerstwa
- 2013- Honorowe odznaczenie 50 lat w Związku Nauczycielstwa Polskiego
- 2013- Wyróżnienie Wielkopolskiego Towarzystwa Kulturalnego
- 2014- Nominacja do średzkiego Sulisława w kategorii kultura